# Bouchoir New British Cemetery
Bouchoir New British Cemetery is een Britse militaire begraafplaats met gesneuvelden uit de Eerste Wereldoorlog, gelegen in de Franse gemeente Bouchoir (Somme). De begraafplaats ligt aan de weg van Amiens naar Roye op 1.280 m ten zuidoosten van het dorpscentrum (Église Saint-Pierre) en werd ontworpen door Herbert Baker. Ze heeft de vorm van een parallellogram met een oppervlakte van nagenoeg 3.485 m² en wordt omsloten door een lage natuurstenen muur, afgedekt met witte boordstenen. De toegang bestaat uit twee open doorgangen waarin centraal een wit stenen paaltje staat waarna men het terrein betreedt via 5 neerwaartse traptreden. Het Cross of Sacrifice staat tegen de noordelijke muur op een trapsgewijze verhoogd terras en de Stone of Remembrance staat centraal tegen de oostelijke zijde. Tegen de westelijke zijde staat een natuurstenen schuilhuisje onder een stenen schilddak. Hierin bevindt zich een rustbank en het registerkastje. De begraafplaats wordt onderhouden door de Commonwealth War Graves Commission.
Er liggen 762 doden begraven waaronder 231 niet geïdentificeerde.

## Geschiedenis
Bouchoir was sinds het begin van de oorlog in Britse handen maar werd op 27 maart 1918 tijdens het Duitse lenteoffensief door hen veroverd. Op 9 augustus 1918 werd het dorp door de 8th Canadian Infantry Brigade heroverd. De begraafplaats werd na de wapenstilstand aangelegd met graven die werden samengebracht vanuit verschillende kleine begraafplaatsen en van de slagvelden rond Bouchoir. Bijna alle graven dateren van maart tot augustus 1918. 
Onder de geïdentificeerde slachtoffers zijn er 337 Britten, 191 Canadezen, 3 Australiërs en 1 Nieuw-Zeelander. Vijf Britten worden herdacht met een Special Memorial omdat hun lichamen niet meer gelokaliseerd konden worden en men neemt aan dat ze zich onder naamloze grafzerken bevinden. Een Britse luitenant van de Royal Air Force wordt ook met een Special Memorial herdacht omdat hij oorspronkelijk in Laboissiere German Cemetery begraven lag maar waar hij niet meer teruggevonden werd.

## Graven

### Onderscheiden militairen
- Harold Welch, luitenant-kolonel bij de King's Shropshire Light Infantry werd tweemaal onderscheiden met de Distinguished Service Order (DSO and Bar).
- Victor William Allen, onderluitenant bij de South African Infantry werd onderscheiden met het Military Cross en de Military Medal (MC, MM).
- Leonard Vivien Drummond-Haye, majoor bij de Princess Patricia's Canadian Light Infantry (Eastern Ontario Regiment), F.B. Keoch, kapitein bij de Connaught Rangers, Henry Stewart Wood, luitenant bij het Dorsetshire Regiment en M. Veitch, onderluitenant bij de Royal Scots werden onderscheiden met het Military Cross (MC).
- D. Dobbie, sergeant bij de Royal Scots werd onderscheiden met de Distinguished Conduct Medal en tweemaal met de Military Medal (DCM, MM and Bar).
- de compagnie sergeant-majoors T.A. Smith van de The King's (Liverpool Regiment) en A. MacLennan van de Argyll and Sutherland Highlanders en korporaal H. Young van de Royal Scots werden onderscheiden met de Distinguished Conduct Medal (DCM).
- de korporaals Robert McGlone, J.R. Matthew, J. Urquhart en Thomas Parish; de soldaten W. Badrock, Robert Nelson Mason en W. Yelton werden onderscheiden met de Military Medal (MM).

### Alias
- soldaat Rylon Edward Conery diende onder het alias J. Bayles bij de Canadian Infantry.